# ドゥホボール派
ドゥホボール派（またはドゥホボル、ドゥホボールィ、ドゥホボールツィ、聖霊否定派とも、ロシア語: духоборы, ラテン文字化: Doukhobor）とはロシア・ウクライナに起源を持つキリスト教の教派。神秘主義・絶対的平和主義・無政府主義の傾向が強く、共同農業生活を送ってきた。18世紀またはそれ以前に農民の間から現れたとされる。1785年もしくは1786年、ロシア正教会のエカテリノスラフ主教アンブロシウスが「聖霊と戦う者」という意味を込めて彼らにドゥホボールツィと名付けたため「聖霊否定派」と呼ばれることがある。だが、ドゥホボール派は聖霊を肯定しているため、これは不当な呼称である。後に彼らは「聖霊とともに戦う者」という意味を込めてこの呼称を取り入れ、さらに短縮してドゥホボールと名乗るようになった。
世俗的権威を否定し兵役忌避などを実行したのみならず、既成の宗教的権威であるロシア正教の組織や奉神礼、さらには聖書の神聖性やイエスの神性までも否定する。人間の内に神が宿るという性善説から原罪も否定する。 これらによりロシア帝国では弾圧を受け、多くの信徒が19世紀末にカナダへ亡命した。カナダでは同化の是非をめぐり幾つかの派閥に分裂したが、現在でも子孫数万人がおり、数千人が信仰を守っている。ドゥホボール派は、モロカン派と並んで、代表的な合理主義的セクトとされる。
また、鞭身派、スコプツィ、モロカン派等の諸教派とともに、霊的キリスト教に分類される。
ドゥホボール派は正教古儀式派と混同されることがあるが、彼らは正教を自称せず、正教の古い儀式を守ることもないため、古儀式派には含まれない。主流派ロシア正教会から「分離派（ラスコーリニキ）」と蔑称されることがある点は古儀式派と同じである。

## 歴史

### 初期
ドゥホボール派の信仰は、18世紀初めにウクライナ・南ロシアで始まったとされている。すべての人の内に神が宿るという信仰から、聖職も奉神礼も不要と考えた。知られている最初の指導者はシルアン・コレスニコフで、西欧の神秘主義の影響も受け、1755-75年頃ウクライナで活動した。18世紀末頃に「聖霊に手向かう者」という非難の意味でドゥホボールツィ（ru:духоборцы）と呼ばれるようになったが、19世紀になると「聖霊とともに戦う者」という意味を込めてドゥホボールィ（ru:духоборы）と自称するようになった。
また平和主義に基づき軍隊や兵役を拒否し、このため政府から圧迫を受けた。1799年にはドゥホボール派信徒90人をフィンランドへ追放したとの記録がある。
1802年、皇帝アレクサンドル1世はドゥホボール派やプロイセン由来のメノナイトなど宗教的少数者たちに南ウクライナのモロクナヤ川（「乳の流れる地」という意味）地域への移住を奨めた。これには黒海岸ステップを開発するとともにロシアを「異端」から守る意図があった。

### ザカフカジエへの追放

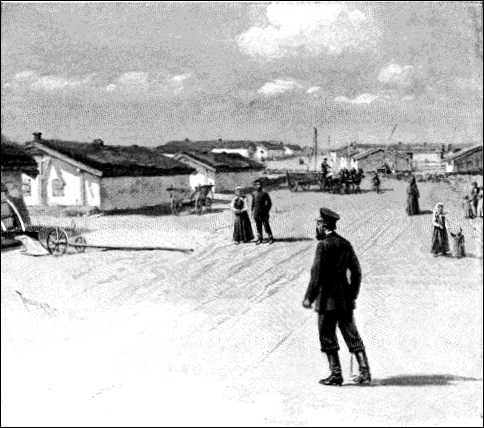
ゴレロフカ（:ru:Гореловка）、グルジアのドゥホボール派の中心地。1893年

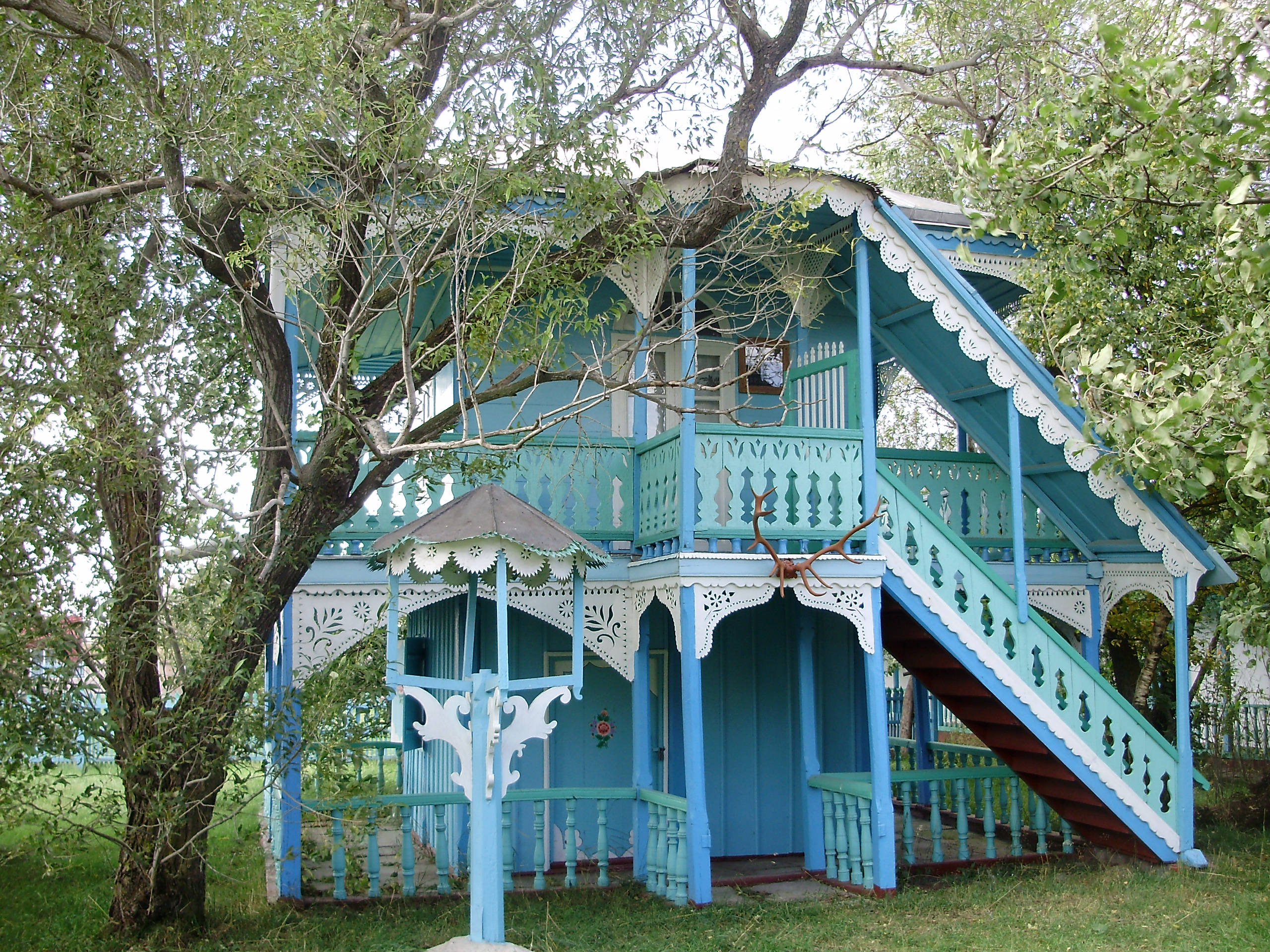
ゴレロフカのドゥホボール派の総合宗教施設の中心建築である孤児院。1847年建設。

次のニコライ1世の時代には、ドゥホボール派に兵役を課し集会を禁じ正教へ改宗させる命令が出された（1826年）。1830年には彼らに、兵役可能な男は軍務に就かせてザカフカジエへ派遣し、それ以外の人々もザカフカジエへ移住させる命令が出された。これにより1841年から1845年にかけて約5千人のドゥホボール派信徒がグルジアへ移住させられたとされる。以後さらに多くのドゥホボール派信徒が強制的または自らの意思でグルジアや現在のアゼルバイジャンへ移住した。ロシアが露土戦争でトルコからカルス（現トルコ領カルス県）を得る（1878年）と、一部のドゥホボール派信徒はここに移住した。
ドゥホボール派の指導者イラリオン・カルムィコフは1841年にウクライナからザカフカジエへ移住してまもなく世を去ったが、息子ピョートルが後を継いだ。彼が1864年世を去ると、その妻ルケリヤ・ヴァシーリエヴナ・グバノヴァが後を継いだ。彼女らはドゥホボール派社会に君臨し、州当局も彼女とドゥホボール派を重視したため「女王」ともいわれた。彼女の死（1886年）の頃にはザカフカスのドゥホボール派人口は2万人に達した。またこの頃には彼らは菜食主義者となり、彼らの教えに近いといわれたレフ・トルストイの思想にも親近感を抱くようになった。

### 分裂の危機
ルケリヤの死後、後継者をめぐりドゥホボール派社会は分裂した。多数派は彼女の指名したピョートル・ヴァシーリエヴィチ(P・V)・ヴェリギンを支持したが、少数派はルケリヤの兄弟ミハイル・グバノフと長老アレクセイ・ズプコフを支持した。ところが少数派は長老や州当局の支持を取り付けていた。1887年1月、多数派による指導者選出の場に警察が踏み込み、ヴェリギンを逮捕した。彼と支持者たちはその後16年間ロシアにより流刑にされたが、多数派は彼を指導者として仰ぎ続けた。政府はドゥホボール派に法律遵守と忠誠を強制し、さらにザカフカジエにも兵役を実施した。少数派は政府の方針に従ったが、多数派の中には伝統の非暴力主義を棄てて抵抗する動きも出た。
このような中で1895年、ドゥホボール派信徒たちは暴発を防ぐために自分達の武器をすべて破壊することにしたが、武器を集めたところで政府の指示を受けたコサックに襲われた。コサックはさらに多数派の村々を襲い、4千人以上が住家を失い、多くの人々が餓死するに至った。

### カナダ移住

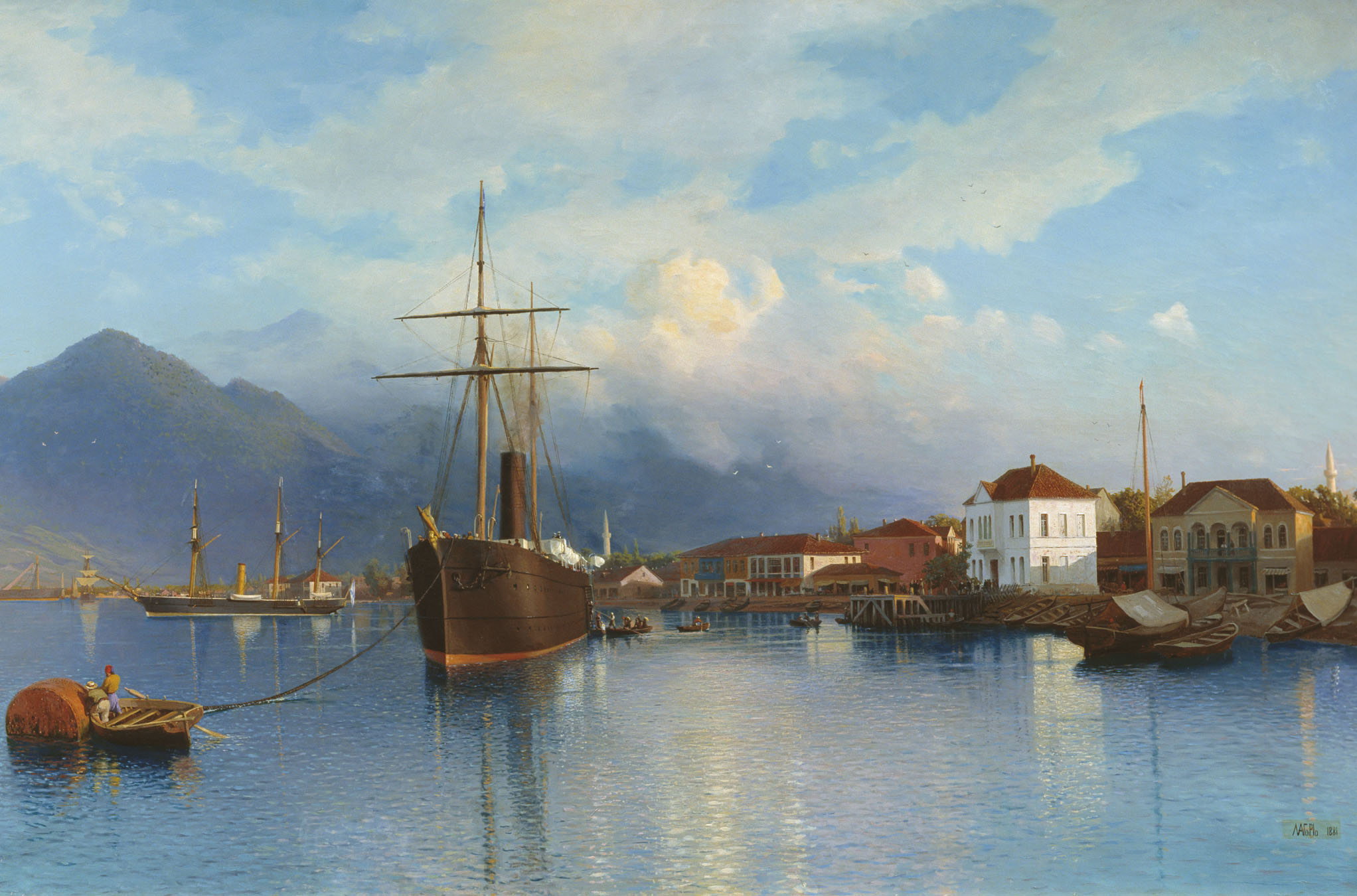
レフ・ラゴリオ (1827—1905)、『バトゥミ港』(1881)。1898年及び1899年にドゥホボール派はここから大西洋経由でカナダへ送り出された。

ロシア帝国政府はドゥホボール派の懐柔がうまくいかず、国際的批判も高まったことから、1897年、彼らを自主的移住の形で国外追放することにした。移住費用は自己負担とし、受刑中の指導者たちも減刑して移住させることにした。
一部の人々はまずキプロスへ移住したが、気候が合わず断念した。その他の人々は、カナダ政府が歓迎したこともあり、カナダへの移住を決めた。1899年に第一陣約6千人がカナダに移住し、政府が提供した現在のマニトバ州とサスカチュワン州に入植した。さらに他の人々も続き、7,400人、ドゥホボール派信徒の約三分の一がカナダへ移住し、流刑にされていた人々も合流した。 渡航費用は、彼らに共感したクエーカーやトルストイ主義者、またトルストイ自身（『復活』などの印税）により捻出された。トルストイは友人たちからも資金を集め移住のための基金を設立した。無政府主義者クロポトキンらも彼らを援助した。

### カナダ移住後

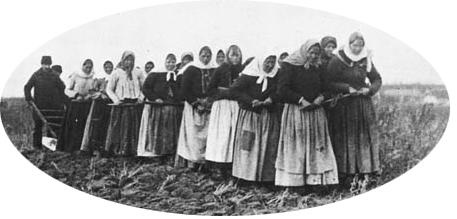
鍬を引くドゥホボール派の女性たち。カナダ、マニトバ州、1899年。

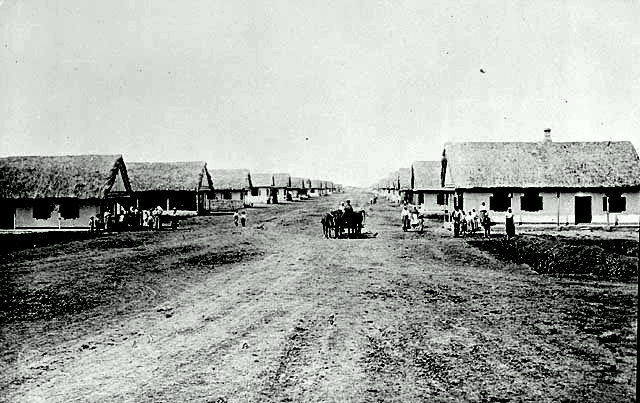
カナダ、サスカチュアン州アラン村:en:Arran, Saskatchewan北東部のヴォスネセニア(昇天)村、旧世界にそのモデルを持つ典型的なone-street village。おそらく1900-1912の間に撮影。

カナダ政府の制度は自作農個人に農地を提供することを基本としていたが、ドゥホボール派にはメノナイトなどと同様に村単位で生活することが認められた。さらに兵役免除も認められた。ドゥホボール派の入植地として現在のサスカチュワン州に、人口1,000人ないし3,500人からなる4箇所が造られた。村はロシア式に造られ、ロシア語で元と同じ名、または新たに宗教的な名がつけられた。
しかし当地の冬はザカフカジエと比べものにならないほど寒かったため、農業を断念し鉄道建設などの仕事に就く人も出てきた。1902年に移住し再び指導者となったP・V・ヴェリギンは、土地の私有化を防ぐため、土地をコミュニティの名で登録しようとしたが、カナダ政府は個人名で土地を登録させることにした。多くのドゥホボール派信徒はこれを拒否したため、1907年には三分の一以上の土地が公有に戻ることとなった。その後さらに問題となったのは「ドゥホボール派はカナダ国民すなわち大英帝国臣民として忠誠を誓わねばならない」という内相の方針である。これによりドゥホボール派は次の3派に分裂した。
- 個人所有派（Edinolichniki）：1907年、10%ほどの信徒が参加した。信仰は維持したが、土地の共同所有は廃止し、指導者を中心とする伝統的生活は不要とした。
- 多数派（コミュニティ派：Community Doukhobors）：P・V・ヴェリギンに忠実で、en:Christian Community of Universal Brotherhood（CCUB）を結成した。
- 自由主義派（en:Svobodnikiまたは「自由の子en:Sons of Freedom）」：1903年に興り、ヴェリギンの著作を熱狂的に支持し過激な行動に走った。

個人所有派はカナダ社会に容易に同化し、土地登録して大部分がサスカチュワンに残った。後（1939年）にはP・V・ヴェリギンの曾孫ジョン・J・ヴェリギンの権威を否定した。

### ブリティッシュコロンビアへの移住

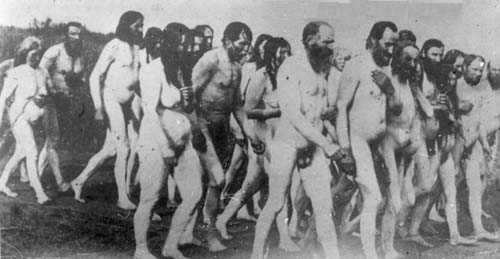
1903年の自由主義派による裸体抗議の写真。

P・V・ヴェリギンは非ドゥホボール派や個人所有派の影響を除くため、ブリティッシュコロンビア州に移ることを決め、1908年から2地域の農地購入を開始した。1912年にかけてここに約8千人が移動し集団生活を始めた。ここは気候条件も良く、果樹生産地として成功した。彼らの元の居住地は1918年には廃止された。
自由主義派Sons of Freedomは当局に抗議するため「物質主義反対」を掲げて全裸で行進し放火を行った。これに対し当局は土地を差し押さえ、義務教育を実施した。これ以後1970年代まで、カナダ連邦政府や王立カナダ騎馬警察との対立が続くことになる。
P・V・ヴェリギンは1924年のカナダ太平洋鉄道爆破事件で殺された。背後関係は今も不明である。
P・V・ヴェリギンの息子ピョートル・ペトロヴィチ（P・P）・ヴェリギンはソ連にいたが、1928年にカナダへ移り、コミュニティ派指導者として父の後を継いだ。彼は多数派ドゥホボール派とカナダ社会との関係改善に努力した。彼の方針は自由主義派からは裏切りと見られ支持を失っていった。自由主義派はコミュニティ派の建物に放火し、さらに裸体行進を行ったため、政府は1932年に公然裸体罪を設け、これにより300人以上の自由主義派男女を逮捕した。
1947-48年、王立調査委員会はブリティッシュコロンビア州の放火・爆破事件を調査し、特に子供への公教育を通じてドゥホボール派をカナダ社会に同化させることが必要であるとした。また州政府は自由主義派幹部との対話を中止した。さらに1952年にブリティッシュコロンビア州首相となったW.A.C.ベネットはドゥホボール派問題に対して厳しい姿勢をとり、1953年には150人の自由主義派の子供が強制的に寄宿学校に入れられた。後にこの子供たちが虐待を受けたと訴えられ、州政府はこれに対して遺憾の意を表明したが、連邦政府は責任を認めていない。
多くの個人所有派とコミュニティ派の人々は、自由主義派は非暴力の原則を破っておりドゥホボール派の名に値しないと考えた。この自由主義派と他派との亀裂は現在にも尾を引いている。

### ロシアに残った人々
熱心な人々がカナダへ去ると、ロシア帝国領内のドゥホボール派社会は衰退した。アゼルバイジャンのエリザベトポリ（ギャンジャ）郡には1905年にはドゥホボール派はほとんどいなくなり、代わりにバプテスト派が住み着いた。他の地域でも多くのドゥホボール派信徒はモロカン派など他の教派に改宗した。ドゥホボール派に残っても兵役を忌避する人はごく一部に過ぎなかった。1921-23年にP・P・ヴェリギンはグルジア南部ボグダノフカ（現ニノツミンダ）の4千人のドゥホボール派をロシア・ロストフ州に、また500人をウクライナ・ザポリージャ州に再移住させた。
ソビエト連邦が成立すると、反宗教的な政府から他の教派と同様に圧迫が加えられた。しかし一方で政府の農業集団化政策は彼らの生活様式に合ったため、自らコルホーズを形成した。特にグルジア南部のドゥホボール派社会は外からの影響が少なく伝統を保つことができた。

## 現在
現在、2万から4万といわれるドゥホボール派の子孫がカナダに住む。その中で約4千人が現在もドゥホボール派信仰を称しているが、1960年代以降この人口は減り続けている。コミュニティ派のCCUBは1938年、P・P・ヴェリギンによりUnion of Spiritual Communities of Christに引き継がれ、現在に至る。
グルジア・ロシアと近隣諸国にはおそらく3万人ほどが住んでいる。1980年代後半以降、グルジアのドゥホボール派の多くがロシアに移住した。グルジアの独立後、ロシア語の村名もグルジア語に変更された。例えばニノツミンダ郡のドゥホボール派信徒は1979年には4千人ほどいたが、2006年にはわずか700人ほどとされる。現在グルジアに残っているのはほとんど年配の世代のみである。
アメリカ合衆国にも5千人ほどが住んでいる。

## 史跡・博物館

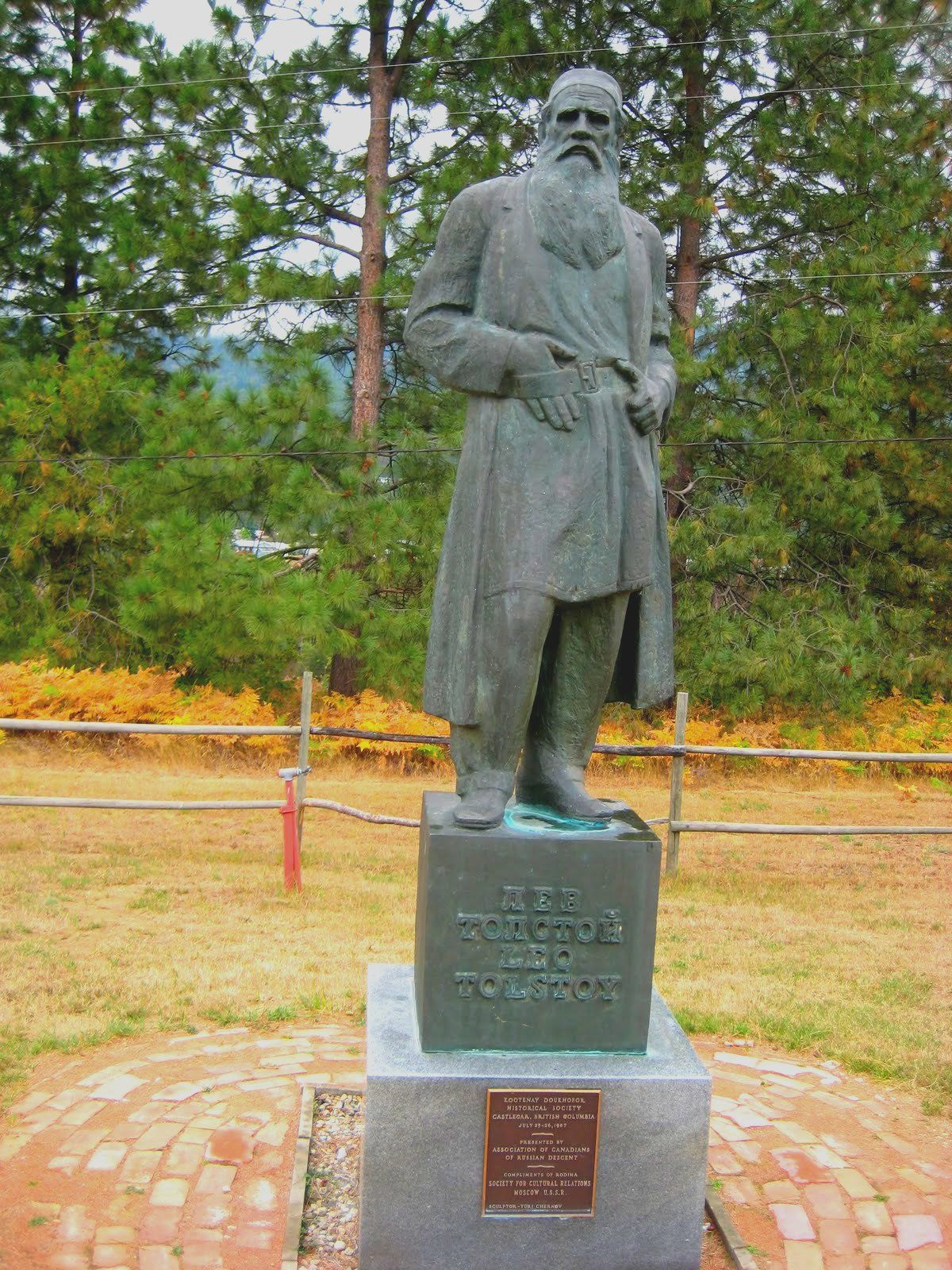
ブリティッシュコロンビア州キャスルガーのドゥホボール派博物館のレフ・トルストイ銅像

サスカチュワン州ヴェリギンのコミュニティ派ドゥホボール派本部跡は2006年、カナダ国定史跡に指定された。 ブリティッシュコロンビア州キャスルガー（en:Castlegar, British Columbia）にはドゥホボール派博物館（Doukhobor Discovery Center）がある。オタワのカナダ文明博物館にもドゥホボール派関係の収蔵品がある。